# 曾园
曾园即虚廓居，习称“曾家花园”，位于中国江苏省苏州常熟市城区西南隅翁府前，与赵园相邻。
曾园与赵园最初同为明万历年间御史钱岱别业“小辋川”旧址。清光绪九年，曾朴之父曾之撰在明“小辋川”部分遗址上，兴建虚廓居，到二十年（1894）落成。曾园占地二十亩，以宽广的水池为中心，借景虞山，风光如画。
1952年至1992年，曾园和相邻的赵园先后由常熟县师范学校、苏州师范专科学校等使用，以水池为中心的园景主体仍大体保持完整。1995年完成首期重修工程，对外开放，两园连为一体。
2006年6月5日，赵园-曾园公布为第六批江苏省文物保护单位。现存状况良好。